# 安岐奈緒子
安岐 奈緒子（あき なおこ、1974年1月26日 - ）は、香川県出身の元競艇選手。登録番号3913。身長150cm。血液型B型。81期。香川支部所属。父は元競艇選手の安岐真人（登録番号1864）、叔父の安岐義晴も元競艇選手である。

## 来歴
- 同志社女子短期大学を卒業し、就職してOLとして働いていたが競艇選手を志し本栖研修所へ入所。
- 1997年11月8日、丸亀競艇場でデビュー。
- 2000年4月30日、津競艇場女子リーグでデビュー初優出（6着）。
- 長くB1級が続いていたが、2006年前期よりA2級に昇格。
- 通算で13回優出したが、優勝は無いまま2007年4月に引退した。選手登録抹消は2007年4月27日。

## 通算成績
- 出走回数：1537回
- 1着回数：175回
- 優出：13回
- 優勝：0回
- フライング(F)回数：7回
- 出遅れ(L)回数：1回
- 通算勝率：4.76
- 2連対率：27.26
- 3連対率：44.76
- 生涯獲得賞金：104,626,355円

## 人物・エピソード
- デビュー当時の西村美智子の教育係を務めた。
- 「銀行員としてお金を数えているより、教官に怒られているほうがずっと、楽だ」とコメントしていたことがあったという。